# Пјано Сан Паоло
Пјано Сан Паоло је насеље у Италији у округу Катанија, региону Сицилија.
Према процени из 2011. у насељу је живело 112 становника. Насеље се налази на надморској висини од 391 м.